# Sasunaga tomaniiviensis
Sasunaga tomaniiviensis là một loài bướm đêm trong họ Noctuidae.